# 佐々木瑞穂
佐々木 瑞穂（ささき みずほ、1986年6月6日 - ）は、東京都日野市出身のサッカー選手。ポジションはDF。

## 来歴
小学校4年生よりサッカーを本格的に始める。
その後、東京都立久留米高等学校に進学するも活躍できず、3年生次の第83回全国高等学校サッカー選手権大会の東京都予選ではベンチ外だった。
卒業後JRに就職し草サッカーを続けていたが、本格的にサッカーを再開をしたいと思い、FCセントラル中国（後のデッツォーラ島根E.C）のセレクションを受け入団。
同クラブで2年プレーした後、カマタマーレ讃岐に移籍するも出番がなく1年で退団。
1年ほどサッカーから離れたのち、FC町田ゼルビア・ツヴァイテに入団。その後はコバルトーレ女川、スペリオ城北、T.F.S.C.でプレーを続けたのち、2015年にモンゴルに渡りFCウランバートルに入団。その後は同国でのプレーを続け、2022年9月にはモンゴルリーグ通算100試合出場を達成。
2023年、モンゴル・ファーストリーグ（2部）のホブド・ウエスタンFCに移籍。

## 人物
- 元大相撲力士の朝青龍明徳と親交がある[2]。